# Эванс, Мартин
Сэр Мартин Джон Эванс (англ. Martin John Evans; род. 1 января 1941) — английский учёный, генетик. Разработал методы выращивания эмбриональных стволовых клеток мышей в культуре и получения химерных и трансгенных мышей. На базе его работ создан метод Нокаут гена, который позволил получить многочисленные линии нокаутных мышей. Лауреат Нобелевской премии по физиологии и медицине за 2007 год.

## Биография
Окончил Кембриджский университет в 1963 году. Доктор философии с 1969 года. В 1966—1978 годах на исследовательской и преподавательской работе на кафедре анатомии и эмбриологии в Университетском колледже в Лондоне. В 1978—1999 годах — работал на кафедре генетики Кембриджского университета. С 1999 года — профессор генетики млекопитающих и директор школы биологических наук Кардиффского Университета.

## Работы
Исследования Эванса по преимуществу посвящены изучению свойств эмбриональных стволовых клеток.

## Признание и награды
В 2004 году посвящён королевой Елизаветой II в рыцари за заслуги перед медициной.
В число полученных наград входят:
- 1990 — Член EMBO
- 1993 — Член Лондонского королевского общества[3]
- 1993 — Премия Уильяма Бейта Харди[англ.]
- 1999 — Премия фонда «March of Dimes» по биологии развития (совместно с Richard L. Gardner[англ.]), «For inventing methods to inactivate genes by RNA interference and helping to elucidate their underlying mechanism and biological function»[4]
- 2001 — Премия Альберта Ласкера за фундаментальные медицинские исследования (совместно с Марио Капекки и Оливером Смитисом), «For the development of a powerful technology for manipulating the mouse genome with exquisite precision, which allows the creation of animal models of human disease»[5]
- 2007 — Нобелевская премия по физиологии или медицине, «За открытие принципов введения специфических генных модификаций у мышей с использованием эмбриональных стволовых клеток.»[1]
- 2009 — Медаль Копли, «For his seminal work on embryonic stem cells in mice, which revolutionised the field of genetics.»
- 2009 — Золотая медаль Королевского медицинского общества
- 2009 — UCL Prize Lecture in Clinical Science[англ.][6].

## Общественная деятельность
В 2016 году подписал письмо с призывом к Greenpeace, Организации Объединенных Наций и правительствам всего мира прекратить борьбу с генетически модифицированными организмами (ГМО).